# In the Future Your Body Will Be the Furthest Thing from Your Mind
In the Future Your Body Will Be the Furthest Thing from Your Mind è il quinto album in studio del gruppo musicale statunitense Failure, pubblicato il 16 novembre 2018 dalla Failure Records.

## Descrizione
Finanziato come il precedente attraverso una campagna di crowdfunding, il contenuto del disco è stato diviso in quattro extended play pubblicati durante il corso del 2018. La pubblicazione non è stata seguita da alcuna campagna promozionale, fatta eccezione per il video musicale della traccia di apertura Dark Speed. Tra i brani è presente Pennies, rifacimento di una demo risalente al periodo di registrazione di Magnified ed edita nella raccolta Golden.
Le tematiche dei testi sono state influenzate dal divorzio affrontato dal frontman Ken Andrews con Charlotte Martin.

## Tracce
Testi e musiche di Ken Andrews e Greg Edwards.
1. Dark Speed – 3:00
2. Paralytic Flow – 4:31
3. Pennies – 4:31
4. Segue 10 – 2:26
5. No One Left – 3:08
6. Solar Eyes – 4:22
7. What Makes It Easy – 3:23
8. Segue 11 – 2:43
9. Found A Way – 3:26
10. Distorted Fields – 3:36
11. Segue 12 – 2:30
12. Heavy And Blind – 4:16
13. Another Post Human Dream – 4:01
14. Apocalypse Blooms – 4:47
15. Force Fed Rainbow – 3:58
16. The Pineal Electorate – 6:54

## Formazione
- Ken Andrews – voce, chitarra, basso, tastiera, registrazione, missaggio
- Greg Edwards – voce, chitarra, basso, tastiera
- Kellii Scott – batteria, percussioni